# 綠十字

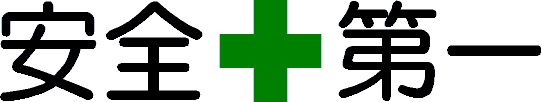
有綠十字的「安全第一」標語

綠十字是日本工廠及工地強調安全的象徵，一般會用在旗幟或看板上，也會在「安全第一」標語的「安全」和「第一」中間加上一個綠十字。

## 種類

勞動衛生旗

安全衛生旗

在日本工業規格（JIS Z9103-1986）中，綠十字的安全標識分為以下二種：
- 安全指導標識：是白底綠色的十字。
- 衛生指導標識：是綠底白色的十字。

在中央勞動災害防止協會的安全衛生用品中，有三種不同的綠十字：
- 安全旗：是白底綠色的十字。
- 勞動衛生旗：是綠底白色的十字。
- 安全衛生旗：在勞動衛生旗的白色十字中再加一個綠色十字。

## 歷史
綠十字是由日本的蒲生俊文所設計，並在1919年舉行的「安全週」（安全週間）競賽中獲選為「安全第一」標誌。
1919年5月4日至7月10日在東京教育博物館（国立科学博物館的前身）舉行災害防止展覧会，蒲生俊文是發起人，在展覧会第一天就提議開會討論安全週，後來在5月29日開始。約有300人聚集在東京教育博物館。
在討論安全週的同時，也討論有關安全第一的標誌，蒲生俊文提議的是白底綠色的綠十字，其中也有說明十字在西方象徵仁愛，在日本象徵福德，棚橋源太郎提議的是在綠底上畫二條白線。最後是由蒲生俊文提出的綠十字獲選。